# Trentepohlia obscura
Trentepohlia obscura là một loài ruồi trong họ Limoniidae. Chúng phân bố ở miền Australasia.